# Boris – Il film
Boris – Il film (zu dt. Boris – Der Film) ist eine italienische Filmkomödie aus dem Jahr 2011. Der Kinofilm baut auf der Fernsehserie Boris auf, die zwischen 2007 und 2010 in drei Staffeln lief und deren Darsteller auch alle im Film mitwirken. Ursprünglich für den 20. November 2010 geplant, verschob sich die Premiere auf den 1. April 2011.

## Handlung
Nach jahrelanger Regiearbeit in den Niederungen des Fernsehens gerät René Ferretti in eine Schaffenskrise. Er plant den großen Durchbruch als Autorenfilmer, indem er das (tatsächlich existierende) 2007 erschienene investigative Sachbuch „La casta. Così i politici italiani sono diventati intoccabili“ („Die Kaste. Wie die italienischen Politiker unantastbar wurden“) verfilmen möchte.
Obwohl er dieses Projekt mit einem neuen Team umsetzen will und nicht mehr mit den Schauspielern und Mitarbeitern seiner Fernsehsoaps, kommt es nach einigem Hin und Her doch dazu. Die alten Probleme mit den unfähigen Hauptdarstellern Stanis La Rochelle und Corinna Negri kehren zurück. Außerdem muss sich Ferretti mit der neuen Schauspielerin Marilia Loy herumschlagen, die sehr empfindlich ist und nur mit Flüsterstimme spricht. Diese und andere Umstände führen dazu, dass aus dem geplanten Autorenfilm ein kommerzieller, auf niederen Humor setzender Cine-panettone wird.

## Cameo-Auftritt
Der Komponist und Oscar-Preisträger Nicola Piovani, ein Fan der Fernsehserie „Boris“, spielt sich in einer Szene selbst. In einem Pokerspiel mit den drei Drehbuchautoren verliert er seinen Oscar, den er 1999 für den besten Soundtrack gewonnen hat (Filmmusik für Das Leben ist schön).